# سولفات‌ها در محصولات بهداشتی کودک و مادر
سولفات‌ها (انگلیسی: Sulfates) گروهی از ترکیبات شیمیایی هستند که به‌طور گسترده به‌عنوان مواد شوینده و کف‌کننده در شامپو، صابون، شوینده صورت، خمیر دندان و دیگر محصولات بهداشتی مورد استفاده قرار می‌گیرند. رایج‌ترین آن‌ها سدیم لوریل سولفات (SLS) و سدیم لورث سولفات (SLES) هستند.

## نقش در محصولات بهداشتی
سولفات‌ها باعث تولید کف و حذف چربی و آلودگی از سطح پوست و مو می‌شوند. با این حال، این ترکیبات می‌توانند خاصیت تحریک‌کنندگی برای پوست و مخاط داشته باشند، به‌ویژه در مصرف‌کنندگان حساس مانند نوزادان، کودکان و زنان باردار.

## اثرات احتمالی بر سلامت
تحقیقات نشان داده‌اند که سولفات‌ها ممکن است:
- باعث خشکی پوست، تحریک چشم و اگزما در نوزادان شوند.
- سد دفاعی طبیعی پوست را در کودکان تضعیف کنند.[۱]
- جذب سیستمیک در پوست آسیب‌دیده را تسهیل کنند که در مادران باردار نگرانی‌زا است.

در مادران باردار و شیرده، تماس مکرر با سولفات‌ها از طریق پوست یا استنشاق (در هنگام دوش گرفتن یا استفاده از شوینده‌های عطردار) ممکن است باعث تحریک تنفسی یا پوستی شود.

## چرا حذف سولفات اهمیت دارد
پوست نوزادان بسیار نازک‌تر و نفوذپذیرتر از بزرگسالان است. سولفات‌ها می‌توانند لایه محافظ پوست را از بین ببرند و زمینه‌ساز درماتیت یا حساسیت‌های پوستی شوند. در دوران بارداری نیز انتخاب محصولات بدون سولفات به کاهش تحریکات و جذب ترکیبات ناایمن کمک می‌کند.

## جایگزین‌های ایمن
در سال‌های اخیر، بسیاری از برندهای سلامت‌محور، محصولات فاقد سولفات ارائه می‌کنند که حاوی شوینده‌های ملایم مانند کاپرایل گلوکوزاید، کومپووندهای نارگیلی یا پروتئین‌های هیدرولیز شده هستند. این ترکیبات:
- کف ملایم ایجاد می‌کنند
- پوست را خشک نمی‌کنند
- برای مادر باردار و نوزاد بی‌خطرتر محسوب می‌شوند

## مقررات بین‌المللی
اگرچه سازمان‌هایی مانند FDA استفاده از سولفات‌ها را در محصولات بهداشتی مجاز دانسته‌اند، اما توصیه می‌شود در محصولات ویژه کودکان، چشم، واژن یا پوست حساس از آن‌ها پرهیز شود.
در اروپا نیز محدودیت‌هایی در غلظت سولفات‌های آزاد وجود دارد و توصیه می‌شود محصولات نوزاد و کودکان بدون این ترکیب فرموله شوند.